# Wolfgang Sowa
Wolfgang Sowa (Bécs, 1960. június 29. –) osztrák nemzetközi labdarúgó-játékvezető.

## Pályafutása

### Nemzeti játékvezetés
1995-ben lett az I. Liga játékvezetője. Az aktív nemzeti játékvezetéstől 2005-ben vonult vissza. Első ligás mérkőzéseinek száma: 115.

#### Nemzeti kupamérkőzések
Vezetett Kupa-döntők száma: 2.

##### Osztrák-kupa
| Időpont         | Helyszín                   | Mérkőzés típusa | Mérkőzés                      | Eredmény | Nézők száma |
| --------------- | -------------------------- | --------------- | ----------------------------- | -------- | ----------- |
| 2005. június 1. | Ernst Happel Stadion, Bécs | döntő           | SK Rapid Wien–FK Austria Wien | 1 – 3    | 28 000      |

##### Szuperkupa
| Időpont          | Helyszín                       | Mérkőzés típusa | Mérkőzés              | Eredmény | Nézők száma |
| ---------------- | ------------------------------ | --------------- | --------------------- | -------- | ----------- |
| 1998. július 24. | Wörthersee Stadion, Klagenfurt | döntő           | SK Sturm Graz–SV Ried | 4 – 0    | 7000        |

### Nemzetközi játékvezetés
Az Osztrák labdarúgó-szövetség Játékvezető Bizottsága (JB) terjesztette fel nemzetközi játékvezetőnek, a Nemzetközi Labdarúgó-szövetség (FIFA) 1998-tól tartotta nyilván bírói keretében. Több nemzetek közötti válogatott és klubmérkőzést vezetett. A FIFA JB minősítése szerint 3. kategóriás bíró. Az aktív nemzetközi játékvezetéstől 2005-ben a FIFA 45 éves korhatárát elérve búcsúzott. Válogatott mérkőzéseinek száma: 4.

## Sportvezetőként
Az aktív pályafutását befejezve az Osztrák Labdarúgó-szövetség JB ellenőre.

## Magyar vonatkozás
| Időpont             | Helyszín                      | Mérkőzés típusa               | Mérkőzés               | Eredmény | Nézők száma |
| ------------------- | ----------------------------- | ----------------------------- | ---------------------- | -------- | ----------- |
| 1999. augusztus 18. | Üllői úti Stadion, Budapest   | felkészülési (735. mérkőzés)  | Magyarország–Moldova   | 1 – 1    | 5000        |
| 2002. november 20.  | Üllői úti Stadion, Budapest   | felkészülési (768. mérkőzés)  | Magyarország–Moldova   | 1 – 1    | 6000        |
| 2003. augusztus 20. | Városi Stadion, Murska Sobota | felkészülési (775. mérkőzést) | Szlovénia–Magyarország | 2 – 1    | 38 000      |